# آنسة سلون (فلم)
آنسة سلون هو فيلم سياسي من إخراج جون مادن وبطولة جيسيكا شاستين، ومارك سترونج، وجوجو مباثا-رو، ومايكل ستولبارغ، وأليسون بيل، وجيك لاسي، وجون ليثجو، وسام ووترستون.

## طاقم التمثيل
- جيسيكا شاستين في دور مادلين «إليزابيث» سلون
- مارك سترونج دور رودولفو شميت
- جوجو مباثا رو بدور إسمي مانوشاريان
- أليسون بيل بدور جين مولوي
- مايكل ستولبارغ في دور بات كونورز
- سام واتيرستون في دور جورج دوبونت
- جون ليثجو في دور السناتور الأمريكي رون إم سبيرلينج
- ديفيد ويلسون بارنز في دور دانيال بوزنر
- جيك لاسي في دور فوردي
- راؤول بينيا في دور أر إم دوتون
- تشاك شاماتا في دور بيل سانفورد
- دوغلاس سميث بدور أليكس
- ميغان فاهي بدور كلارا طومسون
- جريس لين كونغ في دور لورين
- كريستين بارانسكي في دور إيفلين سمنر

## استقبال

### شباك التذاكر
حققت الفيلم 3.5 مليون دولار في الولايات المتحدة وكندا، و 5.6 مليون دولار في أقاليم أخرى، ليصبح مجموع الإيرادات 9.1 مليون دولار.